# Transversale Isotropie

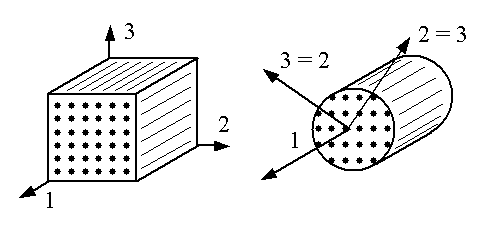
Bildhafte Erklärung der Transversalen Isotropie.
Der Werkstoff ist rotationssymmetrisch bezüglich der 1-Achse, die senkrecht auf der isotropen 2-3-Ebene steht.
Ein so orientierter Rundstab aus diesem Material kann um seine Längsachse gedreht werden, ohne dass sich seine Eigenschaften ändern.

Die transversale Isotropie (von lateinisch transversus  „quer“ sowie altgr. ἴσος isos „gleich“ und τρόπος tropos „Drehung, Richtung“) ist eine spezielle Art der Richtungsabhängigkeit eines Werkstoffs. Transversal isotrope Materialien haben die drei Eigenschaften:
1. Es gibt eine Vorzugsrichtung, die 1-Richtung im Bild, in der das Kraft-Verformungs-Verhalten des Materials anders ist als senkrecht dazu.
2. Senkrecht zur Vorzugsrichtung, in 2- und 3-Richtung, sind die Materialeigenschaften unabhängig von der Richtung (isotrope Ebene) und
3. in einem Bezugssystem parallel zur Vorzugsrichtung gibt es keine Kopplung zwischen Normaldehnungen und Schubverzerrungen.

In Ebenen, die nicht senkrecht zur Vorzugsrichtung sind, ist das Kraft-Verformungs-Verhalten des Materials richtungsabhängig.
Den speziellen Fall, dass ein Material (an einem Teilchen) unabhängig von der Belastungsrichtung jeweils dasselbe Kraft-Verformungs-Verhalten zeigt, bezeichnet man als Isotropie. Den allgemeinen Fall, dass das Kraft-Verformungs-Verhalten von der Belastungsrichtung abhängt, bezeichnet man dagegen als Anisotropie. Die transversale Isotropie ist ein Sonderfall der Orthotropie und Anisotropie und enthält ihrerseits die Isotropie als Spezialfall.
Ein linear elastisches transversal isotropes Material besitzt maximal fünf Materialparameter.
Unidirektional verstärkte Kunststoffe sind im ungeschädigten Zustand in guter Näherung transversal isotrop.

## Bedeutung in der Konstruktion
Unidirektional verstärkte Kunststoffe sind im ungeschädigten Zustand in guter Näherung transversal isotrop. Sie haben eine hohe Festigkeit in Richtung der Fasern und sind senkrecht dazu nachgiebiger. In der Konstruktion werden transversal isotrope Werkstoffe gerne eingesetzt, denn sie gestatten die Werkstoffeigenschaften an die Belastung anzupassen. Unter anderem die geringe Dichte bei hoher Festigkeit in Belastungsrichtung haben zu einer starken Zunahme der Nutzung der faserverstärkten Kunststoffe geführt. Durch Schädigung verlieren diese Werkstoffe im Allgemeinen ihre transversale Isotropie.

## Symmetriegruppe
Die Richtungsabhängigkeit eines Materials zeichnet sich dadurch aus, dass das Kraft-Verformungs-Verhalten unabhängig (invariant) ist gegenüber nur bestimmten Drehungen des Materials: Bei der transversalen Isotropie sind dies beliebige Drehungen um die Vorzugsrichtung oder 180-Grad-Drehungen senkrecht zur Vorzugsrichtung. Diese Drehungen bilden die Symmetriegruppe des transversal isotropen Materials.
Die Invarianz gegenüber diesen Drehungen des Materials veranschaulichen zwei Experimente an einem Teilchen: Im ersten Experiment bringt man am Teilchen eine bestimmte Kraft auf und misst die resultierende Verformung. Im zweiten Experiment dreht man das Material zunächst beliebig parallel zur Vorzugsrichtung oder um 180 Grad senkrecht dazu. Dann bringt man dieselbe Kraft auf wie im ersten Experiment und misst erneut die Verformung. Bei transversal isotropem Material wird man im zweiten Experiment dieselbe Verformung messen wie im ersten. Und zwar auch bei nicht-linear elastischem Materialverhalten.
Die Abhängigkeit von den Drehungen des Materials erkennt man, wenn man im zweiten Experiment um einen anderen Winkel als 180 Grad senkrecht zur Vorzugsrichtung dreht. Wenn nicht der Spezialfall der Isotropie vorliegt, wird man nun immer eine andere Verformung messen als im ersten Experiment.
Die angesprochenen Drehungen werden in der Kontinuumsmechanik durch orthogonale Tensoren Q repräsentiert. Eine Symmetriegruppe gR besteht aus denjenigen Transformationen, die die Formänderungsenergie w  invariant lassen. Mathematisch wird das mit dem Verzerrungstensor E durch
{\displaystyle \mathbf {Q} \in g_{R}\quad \leftrightarrow \quad w(\mathbf {Q\cdot E\cdot Q} ^{\top })=w(\mathbf {E} )} für alle E
ausgedrückt.:379 Darin bedeutet „·“ das Matrizenprodukt und das hochgestellte „⊤“ eine Transponierung. Mit Q gehört auch -Q zur Symmetriegruppe, was durch Hinzufügen des negativen Einheitstensors -1, der eine Punktspiegelung repräsentiert, zu gR berücksichtigt wird. Die Symmetriegruppe des transversal isotropen Materials ist:382
{\displaystyle g_{R}=\left\{-\mathbf {1} ,\mathbf {Q} _{1}^{\varphi },\mathbf {Q} _{2}^{\pi }\right\}}
Darin steht {\displaystyle \mathbf {Q} _{i}^{\alpha }} für den orthogonalen Tensor, der mit dem Winkel α in Radiant um die {\displaystyle i}-te Orthotropieachse dreht; der Winkel φ ist beliebig. Die Orthotropieachsen sind zum einen die Vorzugsrichtung (Faserrichtung) ê1 und ê2,3 sind dazu senkrecht in der isotropen Ebene und zueinander senkrecht.

## Invarianten
In der isotropen Hyperelastizität hängt die Formänderungsenergie von den Hauptinvarianten I1,2,3 des Verzerrungstensors E ab:
w(E)=w(I1, I2, I3)
Die analoge Darstellung der Anisotropie erfordert, dass ein komplettes System von skalarwertigen Funktionen bekannt ist, die unter allen Transformationen in der Symmetriegruppe gR invariant sind.:380 Bei der transversalen Isotropie bleiben die folgenden Terme invariant::382
E22+E33, E11, E22E33-E232, E122+E132, det(E)
Darin ist Eij := êi·E·êj für i,j=1,2,3, wobei ê1,2,3 die Einheitsvektoren in Richtung der paarweise orthogonalen Orthotropieachsen sind und det bildet die Determinante.

## Transversal isotrope Elastizität
Ein transversal isotroper linear elastischer Werkstoff zeichnet sich dadurch aus, dass in seiner Steifigkeits- oder Nachgiebigkeitsmatrix die Koppelterme nicht besetzt sind. Schubspannungen in Ebenen parallel oder senkrecht zur Vorzugsrichtung führen nicht zu Normaldehnungen. In einem solchen Material existiert eine Orthonormalbasis ê1,2,3 in der die Spannungs-Dehnungs-Beziehung
{\displaystyle {\begin{bmatrix}\varepsilon _{11}\\\varepsilon _{22}\\\varepsilon _{33}\\2\varepsilon _{23}\\2\varepsilon _{31}\\2\varepsilon _{12}\end{bmatrix}}=\underbrace {\begin{bmatrix}{\frac {1}{E_{1}}}&-{\frac {\nu _{21}}{E_{2}}}&-{\frac {\nu _{31}}{E_{3}}}&&&\\-{\frac {\nu _{12}}{E_{1}}}&{\frac {1}{E_{2}}}&-{\frac {\nu _{32}}{E_{3}}}&&&\\-{\frac {\nu _{13}}{E_{1}}}&-{\frac {\nu _{23}}{E_{2}}}&{\frac {1}{E_{3}}}&&&\\&&&{\frac {1}{G_{23}}}&&\\&&&&{\frac {1}{G_{13}}}&\\&&&&&{\frac {1}{G_{12}}}\end{bmatrix}} _{=:S}{\begin{bmatrix}\sigma _{11}\\\sigma _{22}\\\sigma _{33}\\\sigma _{23}\\\sigma _{31}\\\sigma _{12}\end{bmatrix}}}
mit der gezeigten Nachgiebigkeitsmatrix {\displaystyle S} zwischen den Spannungen {\displaystyle \sigma _{ij}} und den Dehnungen {\displaystyle \varepsilon _{ij}} vorliegt. Die Dimensionen der Elastizitätsmoduln {\displaystyle E_{1},E_{2},E_{3}} und Schubmoduln {\displaystyle G_{12},G_{23},G_{13}} sind Kraft pro Fläche während die Querkontraktionszahlen {\displaystyle \nu _{ij}} dimensionslos sind. Die Indizes der Querkontraktionszahlen sind sorgfältig definiert durch das negative Verhältnis der Normaldehnung {\displaystyle \varepsilon _{jj}} in j-Richtung (Wirkung) zu derjenigen {\displaystyle \varepsilon _{ii}} in i-Richtung bei Zug in i-Richtung (Ursache):
{\displaystyle \nu _{ij}={\frac {-\varepsilon _{jj}}{\varepsilon _{ii}}}}
Wegen des Ursache-Wirkungs-Konzepts ist meistens {\displaystyle \nu _{ij}\nu _{ji}\neq 1}.

### Materialparameter
Die zwölf in der obigen Nachgiebigkeitsmatrix vorkommenden Kennwerte ergeben sich bei transversal isotroper, linearer Elastizität aus nur fünf Materialparametern, die in Versuchen an makroskopischen Proben ermittelt werden können:
| Formelzeichen             | Bedeutung                                         |
| ------------------------- | ------------------------------------------------- |
| {\displaystyle E_{\\|}}   | Elastizitätsmodul in Vorzugsrichtung              |
| {\displaystyle E_{\bot }} | Elastizitätsmodul senkrecht zur Vorzugsrichtung   |
| {\displaystyle \nu }      | Querkontraktionszahl bei Zug in Vorzugsrichtung   |
| {\displaystyle G_{\\|}}   | Schubmodul in Ebenen parallel zur Vorzugsrichtung |
| {\displaystyle G_{\bot }} | Schubmodul in der isotropen Ebene                 |

Aufgrund der transversalen Isotropie sind die folgenden Ausdrücke im 1-2-3-System identisch:
{\displaystyle {\begin{array}{lcl}E_{1}&=&E_{\|}\\E_{2}=E_{3}&=&E_{\bot }\\G_{12}=G_{13}&=&G_{\|}\\G_{23}&=&G_{\bot }\\\nu _{12}=\nu _{13}&=&\nu \\\nu _{21}=\nu _{31}&&\\\nu _{23}=\nu _{32}&&\end{array}}}
Aus thermodynamischen Gründen (vergleiche Cauchy-Elastizität und Hyperelastizität) ist die Nachgiebigkeitsmatrix symmetrisch und legt so
{\displaystyle {\frac {\nu _{21}}{E_{2}}}={\frac {\nu _{12}}{E_{1}}}\quad \leftrightarrow \quad \nu _{21}=\nu _{31}={\frac {E_{\bot }}{E_{\|}}}\nu }
fest. Die Querkontraktionszahl in der Ebene senkrecht zur Vorzugsrichtung ist schließlich durch die Isotropieannahme gebunden:
{\displaystyle G_{\bot }={\frac {E_{\bot }}{2(1+\nu _{23})}}\quad \rightarrow \quad \nu _{23}=\nu _{32}={\frac {E_{\bot }}{2G_{\bot }}}-1\,.}
So sind alle zwölf Kennwerte auf die fünf Materialparameter zurückgeführt. Isotropie stellt sich mit
{\displaystyle {\begin{array}{lcl}E_{1}&=&E_{2}=E\\G_{12}&=&G_{23}=G={\dfrac {E}{2(1+\nu )}}\end{array}}}
als Spezialfall ein.

### Spannungs-Dehnungs-Beziehung
Damit lautet das Elastizitätsgesetz bei transversal isotroper, linearer Elastizität:
{\displaystyle {\begin{bmatrix}\varepsilon _{11}\\\varepsilon _{22}\\\varepsilon _{33}\\2\varepsilon _{23}\\2\varepsilon _{31}\\2\varepsilon _{12}\end{bmatrix}}={\begin{bmatrix}{\frac {1}{E_{1}}}&-{\frac {\nu _{12}}{E_{1}}}&-{\frac {\nu _{12}}{E_{1}}}&0&0&0\\&{\frac {1}{E_{2}}}&-{\frac {\nu _{23}}{E_{2}}}&0&0&0\\&&{\frac {1}{E_{2}}}&0&0&0\\&&&{\frac {1}{G_{23}}}&0&0\\&\mathrm {sym} &&&{\frac {1}{G_{12}}}&0\\&&&&&{\frac {1}{G_{12}}}\end{bmatrix}}{\begin{bmatrix}\sigma _{11}\\\sigma _{22}\\\sigma _{33}\\\sigma _{23}\\\sigma _{31}\\\sigma _{12}\end{bmatrix}}}
zwischen den Spannungen {\displaystyle \sigma _{ij}} und den Dehnungen {\displaystyle \varepsilon _{ij}}. Durch Invertierung der Nachgiebigkeitsmatrix erhält man die Steifigkeitsmatrix:
{\displaystyle \left[{\begin{array}{c}\sigma _{11}\\\sigma _{22}\\\sigma _{33}\\\sigma _{23}\\\sigma _{13}\\\sigma _{12}\end{array}}\right]=\left[{\begin{array}{cccccc}C_{1111}&2\nu _{12}(\lambda +G_{23})&2\nu _{12}(\lambda +G_{23})&0&0&0\\&\lambda +2G_{23}&\lambda &0&0&0\\&&\lambda +2G_{23}&0&0&0\\&&&G_{23}&0&0\\&\mathrm {sym} &&&G_{12}&0\\&&&&&G_{12}\end{array}}\right]\left[{\begin{array}{c}\varepsilon _{11}\\\varepsilon _{22}\\\varepsilon _{33}\\2\varepsilon _{23}\\2\varepsilon _{13}\\2\varepsilon _{12}\end{array}}\right]}
mit
{\displaystyle {\begin{array}{lcl}\lambda &=&{\dfrac {\nu _{12}\nu _{21}+\nu _{23}}{(1-\nu _{23}-2\nu _{12}\nu _{21})(1+\nu _{23})}}E_{2}\\C_{1111}&=&{\dfrac {1-\nu _{23}}{1-\nu _{23}-2\nu _{12}\nu _{21}}}E_{1}\end{array}}}.
Diese für kleine Dehnungen in voigtscher Notation geschriebene lineare Matrizengleichung zwischen Spannungen und Dehnungen lässt sich mit Hyperelastizität auf nichtlinear elastisches transversal isotropes Verhalten verallgemeinern.

### Ebener Spannungszustand
In dünnwandigen Strukturen aus transversal isotropem Material ist die Vorzugsrichtung oftmals in den Vorzugsrichtungen der Struktur gelegen, wie zum Beispiel bei der unidirektionalen Schicht aus der Faser-Kunststoff-Verbunde bestehen, und es liegt ein ebener Spannungszustand vor.
Hier ist σ13=σ23=σ33=0 und aus letzterer Identität leitet sich
{\displaystyle \varepsilon _{33}=-{\frac {\nu _{12}(1+\nu _{23})\varepsilon _{11}+(\nu _{23}+\nu _{21}\nu _{12})\varepsilon _{22}}{1-\nu _{12}\nu _{21}}}=-{\frac {1}{E_{3}}}(\nu _{31}\sigma _{11}+\nu _{32}\sigma _{22})}
ab. Das Elastizitätsgesetz vereinfacht sich zu
{\displaystyle {\begin{bmatrix}\varepsilon _{11}\\\varepsilon _{22}\\2\varepsilon _{12}\end{bmatrix}}={\begin{bmatrix}{\frac {1}{E_{1}}}&-{\frac {\nu _{21}}{E_{2}}}&0\\-{\frac {\nu _{12}}{E_{1}}}&{\frac {1}{E_{2}}}&0\\0&0&{\frac {1}{G_{12}}}\end{bmatrix}}{\begin{bmatrix}\sigma _{11}\\\sigma _{22}\\\sigma _{12}\\\end{bmatrix}}}
bzw.
{\displaystyle {\begin{bmatrix}\sigma _{11}\\\sigma _{22}\\\sigma _{12}\\\end{bmatrix}}={\begin{bmatrix}{\frac {E_{1}}{1-\nu _{12}\nu _{21}}}&{\frac {\nu _{21}E_{1}}{1-\nu _{12}\nu _{21}}}&0\\{\frac {\nu _{12}E_{2}}{1-\nu _{12}\nu _{21}}}&{\frac {E_{2}}{1-\nu _{12}\nu _{21}}}&0\\0&0&G_{12}\end{bmatrix}}{\begin{bmatrix}\varepsilon _{11}\\\varepsilon _{22}\\2\varepsilon _{12}\end{bmatrix}}}
mit jeweils symmetrischer Nachgiebigkeits- bzw. Steifigkeitsmatrix. Die Elastizitätsgesetze sind dieselben wie bei der Orthotropie.
In der linearen transversal isotropen Elastizität für den Ebenen Spannungszustand senkrecht zur isotropen Ebene werden alle Materialparameter gebraucht; nur wenn ausschließlich die Spannungen und Verzerrungen in der Ebene interessieren entfällt der Schubmodul G23, sodass nur vier Materialparameter ausreichen.

### Ebener Verzerrungszustand parallel zur Vorzugsrichtung
Beim ebenen Verzerrungszustand parallel zur Vorzugsrichtung finden die Spannungen und Verzerrungen ausschließlich in der 1-2-Ebene statt, nur die Normalspannung senkrecht zur Ebene darf auftreten. Das ist näherungsweise bei einer dicken unidirektionalen Schicht, die flächig belastet wird, der Fall. Aus {\displaystyle \varepsilon _{33}=0} leitet sich
{\displaystyle \sigma _{33}=\nu _{31}\sigma _{11}+\nu _{32}\sigma _{22}={\frac {E_{3}}{D}}\left[\nu _{12}(1+\nu _{23})\varepsilon _{11}+(\nu _{23}+\nu _{12}\nu _{21})\varepsilon _{22}\right]}
mit {\displaystyle D=(1+\nu _{23})(1-\nu _{23}-2\nu _{12}\nu _{21})} ab. Das Elastizitätsgesetz reduziert sich auf
{\displaystyle {\begin{bmatrix}\sigma _{11}\\\sigma _{22}\\\sigma _{12}\\\end{bmatrix}}={\begin{bmatrix}{\frac {1-\nu _{23}^{2}}{D}}E_{1}&{\frac {\nu _{21}(1+\nu _{23})}{D}}E_{1}&0\\{\frac {\nu _{12}(1+\nu _{23})}{D}}E_{2}&{\frac {1-\nu _{21}\nu _{12}}{D}}E_{2}&0\\0&0&G_{12}\end{bmatrix}}{\begin{bmatrix}\varepsilon _{11}\\\varepsilon _{22}\\2\varepsilon _{12}\end{bmatrix}}}
bzw.
{\displaystyle {\begin{bmatrix}\varepsilon _{11}\\\varepsilon _{22}\\2\varepsilon _{12}\end{bmatrix}}={\begin{bmatrix}{\frac {1-\nu _{12}\nu _{21}}{E_{1}}}&-{\frac {(1+\nu _{23})\nu _{21}}{E_{2}}}&0\\-{\frac {(1+\nu _{23})\nu _{12}}{E_{1}}}&{\frac {1-\nu _{23}^{2}}{E_{2}}}&0\\0&0&{\frac {1}{G_{12}}}\end{bmatrix}}{\begin{bmatrix}\sigma _{11}\\\sigma _{22}\\\sigma _{12}\\\end{bmatrix}}}
mit jeweils symmetrischer Steifigkeits- bzw. Nachgiebigkeitsmatrix.
In der linearen transversal isotropen Elastizität für den Ebenen Verzerrungszustand senkrecht zur isotropen Ebene werden alle fünf Materialparameter gebraucht.

### Ebener Verzerrungszustand in der isotropen Ebene
Bei einem prismatischen Körper in Vorzugsrichtung, der nur geringfügig gestaucht oder gestreckt wird, liegt in guter Näherung ein ebener Verzerrungszustand in der isotropen Ebene vor. Dann ergibt sich
{\displaystyle \sigma _{11}=\nu _{12}(\sigma _{22}+\sigma _{33})={\frac {\nu _{12}E_{2}(\varepsilon _{22}+\varepsilon _{33})}{1-\nu _{23}-2\nu _{12}\nu _{21}}}}
und das Elastizitätsgesetz
{\displaystyle {\begin{bmatrix}\sigma _{22}\\\sigma _{33}\\\sigma _{23}\\\end{bmatrix}}={\begin{bmatrix}{\frac {(1-\nu _{12}\nu _{21)E_{2}}}{D}}&{\frac {(\nu _{23}+\nu _{12}\nu _{21)E_{2}}}{D}}&0\\{\frac {(\nu _{23}+\nu _{12}\nu _{21)E_{2}}}{D}}&{\frac {(1-\nu _{12}\nu _{21)E_{2}}}{D}}&0\\0&0&G_{12}\end{bmatrix}}{\begin{bmatrix}\varepsilon _{22}\\\varepsilon _{33}\\2\varepsilon _{23}\end{bmatrix}}}
mit {\displaystyle D=(1+\nu _{23})(1-\nu _{23}-2\nu _{12}\nu _{21})} bzw.
{\displaystyle {\begin{bmatrix}\varepsilon _{22}\\\varepsilon _{33}\\2\varepsilon _{23}\end{bmatrix}}={\begin{bmatrix}{\frac {1-\nu _{12}\nu _{21}}{E_{2}}}&-{\frac {\nu _{23}+\nu _{12}\nu _{21}}{E_{2}}}&0\\-{\frac {\nu _{23}+\nu _{12}\nu _{21}}{E_{2}}}&{\frac {1-\nu _{12}\nu _{21}}{E_{2}}}&0\\0&0&{\frac {1}{G_{12}}}\end{bmatrix}}{\begin{bmatrix}\sigma _{22}\\\sigma _{33}\\\sigma _{23}\\\end{bmatrix}}}
mit jeweils symmetrischer Steifigkeits- bzw. Nachgiebigkeitsmatrix. Hier wird der Elastizitätsmodul in Vorzugsrichtung E1 nicht gebraucht, weswegen nur vier Materialparameter zu bestimmen sind.

### Stabilitätskriterien
Die Materialparameter können nicht beliebig gewählt werden, sondern müssen gewissen Stabilitätskriterien genügen. Diese folgen aus der Forderung, dass die Steifigkeits- und Nachgiebigkeitsmatrizen positiv definit sein müssen. Dies führt auf die Bedingungen:
- Alle Diagonalelemente der Steifigkeits- und Nachgiebigkeitsmatrix müssen positiv sein (damit sich das Material in Zugrichtung streckt, wenn man daran zieht, und nicht staucht) und
- die Determinante der Steifigkeits- und Nachgiebigkeitsmatrix muss positiv sein (damit es unter Druck komprimiert und nicht expandiert).

Werden an einem realen Werkstoff Materialparameter identifiziert, die diesen Stabilitätskriterien widersprechen, ist Vorsicht geboten. Die Stabilitätskriterien lauten:
{\displaystyle {\begin{array}{l}E_{1},E_{2},G_{12},G_{23}>0\\|\nu _{23}|<1\\|\nu _{12}|<{\sqrt {\dfrac {E_{1}}{E_{2}}}}\quad \rightarrow \quad 1-\nu _{12}\nu _{21}>0\\1-\nu _{23}-2\nu _{12}\nu _{21}>0\end{array}}}
Wenn die linke Seite der letzten Ungleichung gegen null geht, setzt das Material einer hydrostatischen Kompression zunehmend Widerstand entgegen. Aus der Symmetrie-Beziehung folgt ergänzend:
{\displaystyle |\nu _{21}|<{\sqrt {\dfrac {E_{2}}{E_{1}}}}}.

### Herleitung
In der Hyperelastizität ergeben sich die Spannungen aus der Ableitung der Formänderungsenergie nach den Dehnungen. Damit die Spannungen linear in den Dehnungen sind, muss demnach die Formänderungsenergie quadratisch in den Dehnungen sein, denn nur dann ist ihre Ableitung linear. Mit den #Invarianten lässt sich der Ansatz
{\displaystyle {\begin{aligned}w({\boldsymbol {\varepsilon }})=&{\frac {a}{2}}\varepsilon _{11}^{2}+{\frac {b}{2}}(\varepsilon _{22}+\varepsilon _{33})^{2}+c\varepsilon _{11}(\varepsilon _{22}+\varepsilon _{33})\\&+(d-b)(\varepsilon _{22}\varepsilon _{33}-\varepsilon _{23}^{2})+2e(\varepsilon _{12}^{2}+\varepsilon _{13}^{2})\end{aligned}}}
mit fünf Parametern a bis e machen. Um dies nach ε ableiten zu können, müssen die Komponenten εij als Funktion des Tensors ε ausgedrückt werden. Das gelingt mit der Darstellung des Frobenius-Skalarprodukts „:“ als Spur:
{\displaystyle \mathbf {A} :\mathbf {B} :=\mathrm {Spur} (\mathbf {A^{\top }\cdot B} )}
Mit der Abkürzung {\displaystyle \mathbf {K} _{ij}={\frac {1}{2}}({\hat {e}}_{i}\otimes {\hat {e}}_{j}+{\hat {e}}_{j}\otimes {\hat {e}}_{i})} für die symmetrisierten dyadischen Produkte der Orthotropieachsenvektoren ist dann
{\displaystyle \mathbf {K} _{ij}:{\boldsymbol {\varepsilon }}={\frac {1}{2}}(\varepsilon _{ij}+\varepsilon _{ji})=\varepsilon _{ij}\quad \rightarrow \quad {\frac {\mathrm {d} \varepsilon _{ij}}{\mathrm {d} {\boldsymbol {\varepsilon }}}}=\mathbf {K} _{ij}}
Aus dem Ansatz der Formänderungsenergie berechnen sich die Spannungen zu
{\displaystyle {\begin{aligned}{\boldsymbol {\sigma }}={\frac {\mathrm {d} w}{\mathrm {d} {\boldsymbol {\varepsilon }}}}=&a\varepsilon _{11}\mathbf {K} _{11}+b(\varepsilon _{22}+\varepsilon _{33})(\mathbf {K} _{22}+\mathbf {K} _{33})\\&+c(\varepsilon _{11}(\mathbf {K} _{22}+\mathbf {K} _{33})+(\varepsilon _{22}+\varepsilon _{33})\mathbf {K} _{11})\\&+(d-b)(\varepsilon _{33}\mathbf {K} _{22}+\varepsilon _{22}\mathbf {K} _{33}-2\varepsilon _{23}\mathbf {K} _{23})+4e(\varepsilon _{12}\mathbf {K} _{12}+\varepsilon _{13}\mathbf {K} _{13})\end{aligned}}}
oder in Voigt-Notation im ê1,2,3-System
{\displaystyle {\begin{bmatrix}\sigma _{11}\\\sigma _{22}\\\sigma _{33}\\\sigma _{23}\\\sigma _{13}\\\sigma _{12}\end{bmatrix}}={\begin{bmatrix}a\varepsilon _{11}+c\varepsilon _{22}+c\varepsilon _{33}\\c\varepsilon _{11}+b\varepsilon _{22}+d\varepsilon _{33}\\c\varepsilon _{11}+d\varepsilon _{22}+b\varepsilon _{33}\\(b-d)\varepsilon _{23}\\2e\varepsilon _{13}\\2e\varepsilon _{12}\end{bmatrix}}={\begin{bmatrix}a&c&c&&&\\c&b&d&&&\\c&d&b&&&\\&&&{\frac {b-d}{2}}&&\\&&&&e&\\&&&&&e\end{bmatrix}}{\begin{bmatrix}\varepsilon _{11}\\\varepsilon _{22}\\\varepsilon _{33}\\2\varepsilon _{23}\\2\varepsilon _{13}\\2\varepsilon _{12}\end{bmatrix}}}
In der #Spannungs-Dehnungs-Beziehung lassen sich die Parameter direkt ablesen, womit sich die 44-Komponente ergibt zu
{\displaystyle {\frac {b-d}{2}}={\frac {E_{2}}{2(1+\nu _{23})}}=G_{23}}
Ableitung der Spannungen nach den Dehnungen liefert den konstanten und symmetrischen Elastizitätstensor 4. Stufe:
{\displaystyle {\begin{aligned}\mathbb {C} :={\frac {\mathrm {d} {\boldsymbol {\sigma }}}{\mathrm {d} {\boldsymbol {\varepsilon }}}}=&a\mathbf {K} _{11}\otimes \mathbf {K} _{11}+b(\mathbf {K} _{22}+\mathbf {K} _{33})\otimes (\mathbf {K} _{22}+\mathbf {K} _{33})\\&+c((\mathbf {K} _{22}+\mathbf {K} _{33})\otimes \mathbf {K} _{11}+\mathbf {K} _{11}\otimes (\mathbf {K} _{22}+\mathbf {K} _{33}))\\&+(d-b)(\mathbf {K} _{22}\otimes \mathbf {K} _{33}+\mathbf {K} _{33}\otimes \mathbf {K} _{22}-2\mathbf {K} _{23}\otimes \mathbf {K} _{23})\\&+4e(\mathbf {K} _{12}\otimes \mathbf {K} _{12}+\mathbf {K} _{13}\otimes \mathbf {K} _{13})\end{aligned}}}
Die Tensoren Kii werden Strukturvariable genannt, weil sie die interne Struktur des Materials repräsentieren:387 und mit ihnen auch die invarianten Terme dargestellt werden können. Nicht-linear hyperelastisches Verhalten kann modelliert werden, indem
1. die Parameter a bis e durch Funktionen der invarianten Terme ersetzt werden, siehe Hyperelastizität#Orthotrope Hyperelastizität, und/oder
2. der invariante Term höherer Ordnung im Ansatz zur Formänderungsenergie berücksichtigt wird.[1]:394

## Beispiel

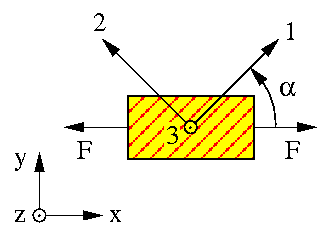
Zug einer transversal isotropen Materialprobe mit einer Kraft in einem Winkel zur Vorzugsrichtung

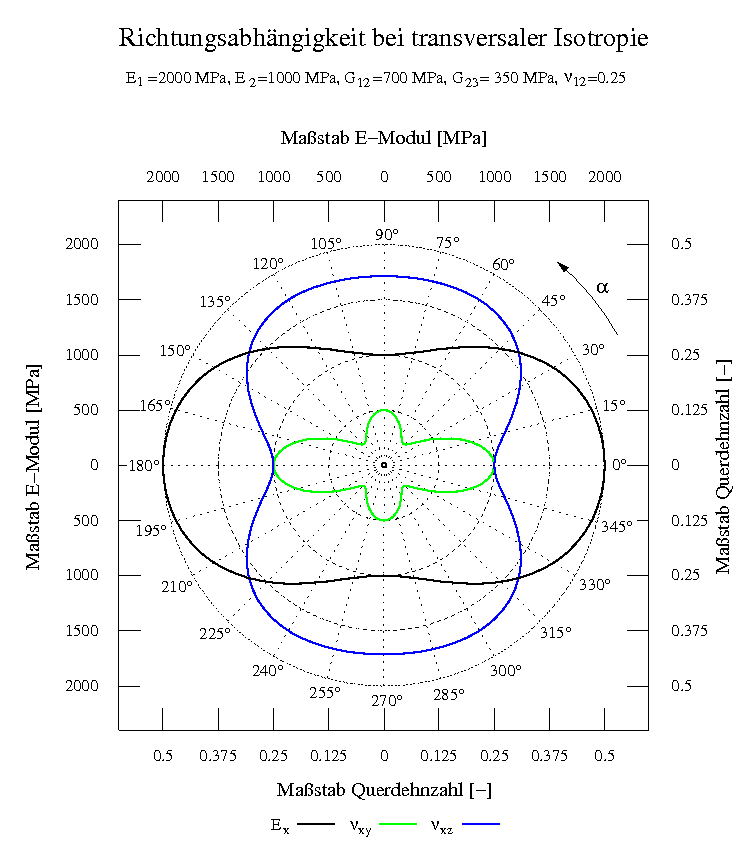
Beispiel für die Richtungsabhängigkeit des Elastizitätsmoduls und der Querdehnzahlen bei transversaler Isotropie

Ein transversal isotroper linear elastischer Werkstoff habe die Kennwerte
{\displaystyle {\begin{array}{lcl}E_{1}&=&2000\,\mathrm {MPa} \\E_{2}&=&1000\,\mathrm {MPa} \\G_{12}&=&700\,\mathrm {MPa} \\G_{23}&=&350\,\mathrm {MPa} \\\nu _{12}&=&0{,}25\end{array}}}
Die Stabilitätskriterien werden erfüllt:
{\displaystyle {\begin{array}{l}E_{1},E_{2},G_{12},G_{23}>0\\|\nu _{23}|=\nu _{23}={\frac {E_{2}}{2G_{23}}}-1=0{,}4285\ldots <1\\|\nu _{12}|=0{,}25<{\sqrt {\frac {E_{1}}{E_{2}}}}=1{,}4142\ldots \\|\nu _{21}|=\nu _{12}{\frac {E_{2}}{E_{1}}}=0{,}125<{\sqrt {\frac {E_{2}}{E_{1}}}}=0{,}7071\ldots \\1-\nu _{12}\nu _{21}=0{,}96875>0\\1-\nu _{23}^{2}=0{,}8163\ldots >0\\(1-\nu _{23}-2\nu _{12}\nu _{21})(1+\nu _{23})=0{,}7270\ldots >0\end{array}}}.
Wird eine Probe dieses Materials wie im oberen Bild in einem Winkel {\displaystyle \alpha } zur Vorzugsrichtung einaxial belastet, würde man den Elastizitätsmodul und die Querdehnzahlen, wie im unteren Bild gezeigt, messen. Bei Isotropie wären die Kurven konzentrische Kreise.